# Бизь (Свердловская область)
Бизь — посёлок в Шалинском районе Свердловской области России. Входит в Шалинский муниципальный округ.
Ранее посёлок входил в состав Шалинского поссовета Шалинского района.

## География
Поселок Бизь расположен в 6 километрах к западо-северо-западу от посёлка Шаля, в лесной местности. Вблизи посёлка протекают реки Бизь (правый приток Вогулки) и Шаля (левый притока Сылвы). В посёлке расположен остановочный пункт Бизь Свердловской железной дороги. 

## История
Посёлок основан в 1907–1908 годах в связи со строительством железной дороги.

## Население
| 2002 | 2010 | 2021 |
| ---- | ---- | ---- |
| 61   | ↘38  | ↘22  |